# Elías Montiel
Elías Enrique Montiel Ávalos (Tula de Allende, 7 ottobre 2005) è un calciatore messicano, centrocampista del Pachuca.

## Carriera

### Club
È cresciuto nel settore giovanile del Pachuca, con cui ha debuttato l'11 luglio 2023 nell'incontro di Liga MX perso 4-0 contro il León. Ha segnato il suo primo gol il 27 ottobre dell'anno successivo nella trasferta persa 2-1 contro il Tigres UANL.
Nel dicembre del 2024 ha partecipato alla Coppa Intercontinentale, dove è stato premiato con il pallone di bronzo.

### Nazionale
Ha giocato con le nazionali giovanili messicane Under-18 ed Under-20.

## Statistiche

### Presenze e reti nei club
Statistiche aggiornate al 19 luglio 2025.
| Stagione        | Squadra         | Campionato      | Campionato | Campionato | Coppe nazionali | Coppe nazionali | Coppe nazionali | Coppe continentali | Coppe continentali | Coppe continentali | Altre coppe | Altre coppe | Altre coppe | Totale | Totale | Totale |
| Stagione        | Squadra         | Comp            | Pres       | Reti       | Comp            | Pres            | Reti            | Comp               | Pres               | Reti               | Comp        | Pres        | Reti        | Pres   | Reti   |        |
| --------------- | --------------- | --------------- | ---------- | ---------- | --------------- | --------------- | --------------- | ------------------ | ------------------ | ------------------ | ----------- | ----------- | ----------- | ------ | ------ | ------ |
| 2023-2024       | Pachuca         | LMX             | 23         | 0          | -               | -               | -               | -                  | -                  | -                  | LC          | 1           | 0           | 24     | 0      |        |
| 2024-2025       | Pachuca         | LMX             | 30         | 2          | -               | -               | -               | CCC                | 6                  | 0                  | LC+CInt+Cmc | 1+3+3       | 1           | 43     | 3      |        |
| 2025-2026       | Pachuca         | LMX             | 3          | 0          | -               | -               | -               | -                  | -                  | -                  | LC          | 0           | 0           | 3      | 0      |        |
| Totale carriera | Totale carriera | Totale carriera | 56         | 2          |                 | -               | -               |                    | 6                  | 0                  |             | 8           | 1           | 70     | 3      |        |

## Palmarès

### Club

#### Competizioni internazionali
- CONCACAF Champions' Cup: 1

Pachuca: 2024
- Challenger Cup: 1

Pachuca: 2024
- Derby delle Americhe: 1

Pachuca: 2024

### Individuale
- Pallone di bronzo della Coppa Intercontinentale FIFA: 1

2024